# Anthidium dammersi
Anthidium dammersi är en biart som beskrevs av Cockerell 1937. Anthidium dammersi ingår i släktet ullbin och familjen buksamlarbin. Inga underarter finns listade.

## Beskrivning
Arten är svart med sparsamma, krämfärgade till blekgula markeringar.

## Ekologi
Anthidium dammersi är nästan uteslutande en ökenart som framför allt flyger till blommande växter från familjerna korgblommiga växter, strävbladiga växter och ärtväxter.
Arten är ett solitärt bi, det vill säga icke samhällsbildande; varje hona sörjer själv för sin avkomma.

## Utbredning
Anthidium dammersi är en nordamerikansk art som främst finns i öknarna i Kalifornien och Nevada i USA, men har påträffats i nordväst till Wyoming och Utah, i väst till Arizona och söderut till Baja California i Mexiko.